# Andelot-Blancheville
Andelot-Blancheville is een gemeente in het Franse departement Haute-Marne (regio Grand Est). De plaats maakt deel uit van het arrondissement Chaumont. Andelot-Blancheville telde op 1 januari 2022 831 inwoners.

## Geografie
De oppervlakte van Andelot-Blancheville bedroeg op 1 januari 2022 33,18 vierkante kilometer; de bevolkingsdichtheid was toen 25 inwoners per km².

## Demografie
Onderstaande figuur toont het verloop van het inwonertal (bron: INSEE-tellingen).